# Fairport Harbor
Fairport Harbor è un villaggio degli Stati Uniti d'America, situato nello stato dell'Ohio, nella contea di Lake.